# Hochschule für Musik und Theater de Hamburgo
La Hochschule für Musik und Theater Hamburg en el barrio hamburgés Pöseldorf es una universidad de música y teatro pública en Alemania. Además posee un instituto de administración cultural y de medios (KMM según sus siglas en alemán), el primero de su especialidad en el país. La universidad tiene 250 profesores y 750 alumnos, lo que la convierte en la más grande del norte de Alemania y en una de las más grandes del país.

## Campus
El edificio central de la universidad es el Budge-Palais en el Harvestehuder Weg 12. La villa fue diseñada por el arquitecto hamburgés Martin Haller en 1884 y luego comprada por el matrimonio estadounidense Budge. La historia del Budge-Palais está unida a la persecución de los judíos durante la Segunda Guerra Mundial. La villa le fue expropiada a sus dueños, luego usada como vivienda y oficinas de la dirección del partido nazi en Hamburgo y finalmente por los británicos como casino de oficiales. Finalmente en los años cincuenta fue otorgada a la universidad, la cual por muchos años evitó confrontarse con la historia de la villa. 
La universidad posee un teatro, el Forum, integrado completamente en el Budge-Palais. El Forum tiene 450 butacas y espacio suficiente para una orquesta. En 2009 se adhirió el Theater im Zimmer, un pequeño teatro a pocas calles de distancia del Budge-Palais, a las dependencias de la universidad. El KMM tiene su sede en la Milchstraße 4, a pocos metros de la sede principal. La Academia de Teatro se encuentra en el barrio Ottensen.

## Historia
La Hochschule für Musik und Theater Hamburg surgió de la Escuela de Actuación de Annemarie Marks-Rocke y Eduard Marks en el año 1950. Fue fundada como Staatliche Hochschule für Musik, en ese entonces especializada en música, el teatro apenas tenía un rol secundario. El primer director fue Philipp Jarnach. Recién en 1956 obtuvo su propia sede en el Budge-Palais. En 1967 se le añadió "teatro" al nombre para hacerle justicia al área. En 1970 se construyó un anexo al Budge-Palais. La renombrada sala de los espejos fue trasladada en 1980 al Museo de Arte y Oficios (Museum für Kunst und Gewerbe), donde aún se usa para presentaciones artísticas. En 2003 se construyó al frente del Budge-Palais un edificio especial para la biblioteca. En 1990 se fundó el Instituto KMM.

## Rectores
- Philipp Jarnach (1950-59)
- Wilhelm Maler (1959-69)
- Hajo Hinrichs (1969-78)
- Hermann Rauhe (1978-2004)
- Michael von Troschke
- Elmar Lampson (desde octubre de 2004)

## Facultades y oferta académica
- Decanato I: Carreras artísticas
  - Composición/Teoría musical/Multimedia
  - Carreras instrumentales
  - Dirección
  - Jazz
  - Música religiosa

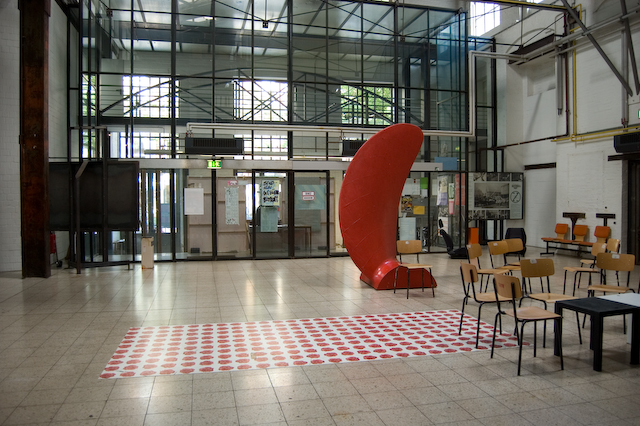
Zeisehallen en el barrio Ottensen, sede de la Academia de Teatro de Hamburgo.

- Decanato II : Academia de teatro de Hamburgo
  - Canto
  - Ópera
  - Dirección
  - Actuación
  - Dirección
  - Dramaturgia
- Decanato III: Carreras científicas y pedagógicas
  - Musicología
  - Pedagogía
  - Administración Cultural y de Medios en el KMM
  - Terapia musical

## Estudiantes destacados
| - Los miembros del grupo BOY - Erdoğan Atalay - Ingrid Bachér - Hermann Baumann - Ingrid van Bergen - Dagmar Berghoff - Oliver Bendt - Claus Boysen - Christian Bruhn - Margit Carstensen - Angela Denoke - Justus von Dohnányi - Jorinde Dröse - Christoph Eschenbach | - Pozzi Escot - Markus Frank - Justus Frantz - Hans-Joachim Frey - Evelyn Hamann - Kirsten Harms - Sebastian Herrmann - Josef Heynert - Hannelore Hoger - Ulrich Hub - Christiane Iven - Peter Jordan - Toshiyuki Kamioka - Matthias Leja | - Susanne Lothar - Dörte Lyssewski - Marie-Luise Marjan - Detlev Müller-Siemens - Frieder Nögge - Unsuk Chin - Dörte Maria Packeiser - Hans-Jörg Packeiser - Ivan Rebroff - Judith Rosmair - Iris Vermillion - Julia Malik - Tatjana Clasing |